# Tsévié
Tsévié – miasto w Togo położone 32 km na północ od stolicy kraju, Lomé; w regionie Maritime; 26 tys. mieszkańców (1998); według danych szacunkowych na rok 2020 liczy 55 775 mieszkańców.